# جيف كولير (لاعب كرة قدم)
جيف كولير (بالإنجليزية: Geoff Collier)‏ هو لاعب كرة قدم بريطاني في مركز الهجوم، ولد في 25 يوليو 1950 في بلاكبول في المملكة المتحدة. لعب مع ماكليسفيلد تاون.